# 루마드족
루마드족(Lumad)은 남부 필리핀의 토착민 집단이다. 루마드는 세부아노어로 ‘원주민’ 또는 ‘토착민’을 뜻하는 말이다. 이 용어는 카타왕 루마드(Katawhang Lumad, 글자그대로 ‘토착민들’)를 줄임말이며, 1986년 6월 26일 필리핀 코타바토주 키다파완 발린도그의 과달루페 창립 센터에서 설립된 〈루마드 민다나오 부족 연맹〉(Lumad Mindanao Peoples Federation, LMPF)이 공식적으로 채택한 용어이다. 민다나오 토착민들의 자율적이고, 집단적인 정체성을 드러낸 집단이다.

## 역사
루마드라는 이름은 페르디난드 마르코스 대통령의 계엄령 정권 시절 부족민들의 정치적 자각에서 나온 말이다. 이것은 1983년 여러 분야 조직으로 시작해서, 1986년 6월에 정식 조직된 모든 두마드 지역 조직인 루마드-민다나오 소속원들의 지지를 받으며, 확산되었다. 루마드-민다나오의 주요 목적은 그들 종족들의 자기결정권을 쟁취하거나 또는 좀 더 정확하게 말하자면 그들의 문화와 관습법에 따른 조상의 영역에서 자치권을 획득하는 것이었다. 과거에는 어떤 루마드 조직도 자신들의 목표를 천명한 적이 없었다.
15개 종족 대표가 1986년 그 이름을 채택하는데 동의를 했다. 티볼리, 테두라이의 주요 세 집단은 대표자가 없었다. 세부아노어 어휘를 선택한 것은 약간 모순적이었지만, 루마드 부족들이 세부아노어를 제외하고는 공통어가 없었다는 것을 고려할 때 가장 적절한 것처럼 보였다. 이 부족들이 모로 족들과 구분되는 그리고 이주민 다수 또는 그 후손들과는 다른 그들 자신의 공통된 이름을 가지는 것에 동의한 것은 이것이 처음이었다.

## 부족
17개의 루마드 민족언어학적 집단이 있다. (아트타, 바고보, 반와온, 비라안, 부키드논, 디바바온, 히가오논, 마만와, 만다야, 만구왕안, 마노보, 만사카, 카가카올라, 타사다이족, 티볼리, 테두라이, 우보)
루마드 개발 센터 주식회사에 따르면, 전국 19개의 지방에 걸쳐 18개의 루마드 집단이 있다고 한다. 취약 집단으로 여겨져서, 그들은 오지, 숲, 저지대 그리고 해안 지역에 살고 있다.
카타왕 루마드(Katawhang Lumad)는 민다니오의 비이슬람, 그리고 비기독교화된 오스트로네시아 사람들이다. 민다나오에 약 20개의 전체적인 언덕부족이 있으며, 모두 오스트로네시아어족들이다.
비록 이들 민족들이 민다나오 원주민이기는 하지만 라마드라는 용어는 부투아논족과 수리가오논족들을 배제했다. 왜냐하면 이들 두 집단이 민족적으로 비사야 족들이기 때문이며, 루마드와 상관 관계가 없었기 때문이다. 이것은 혼란을 가져올 수 있다. 왜냐하면 루마드라는 말 자체가 글자그대로 비사야 어의 ‘원주민’이라는 뜻이기 때문이다.
루마드는 데니소바인과 유전학적 상관관계가 있는 남아 있는 집단 중 하나이다.

### 마노보

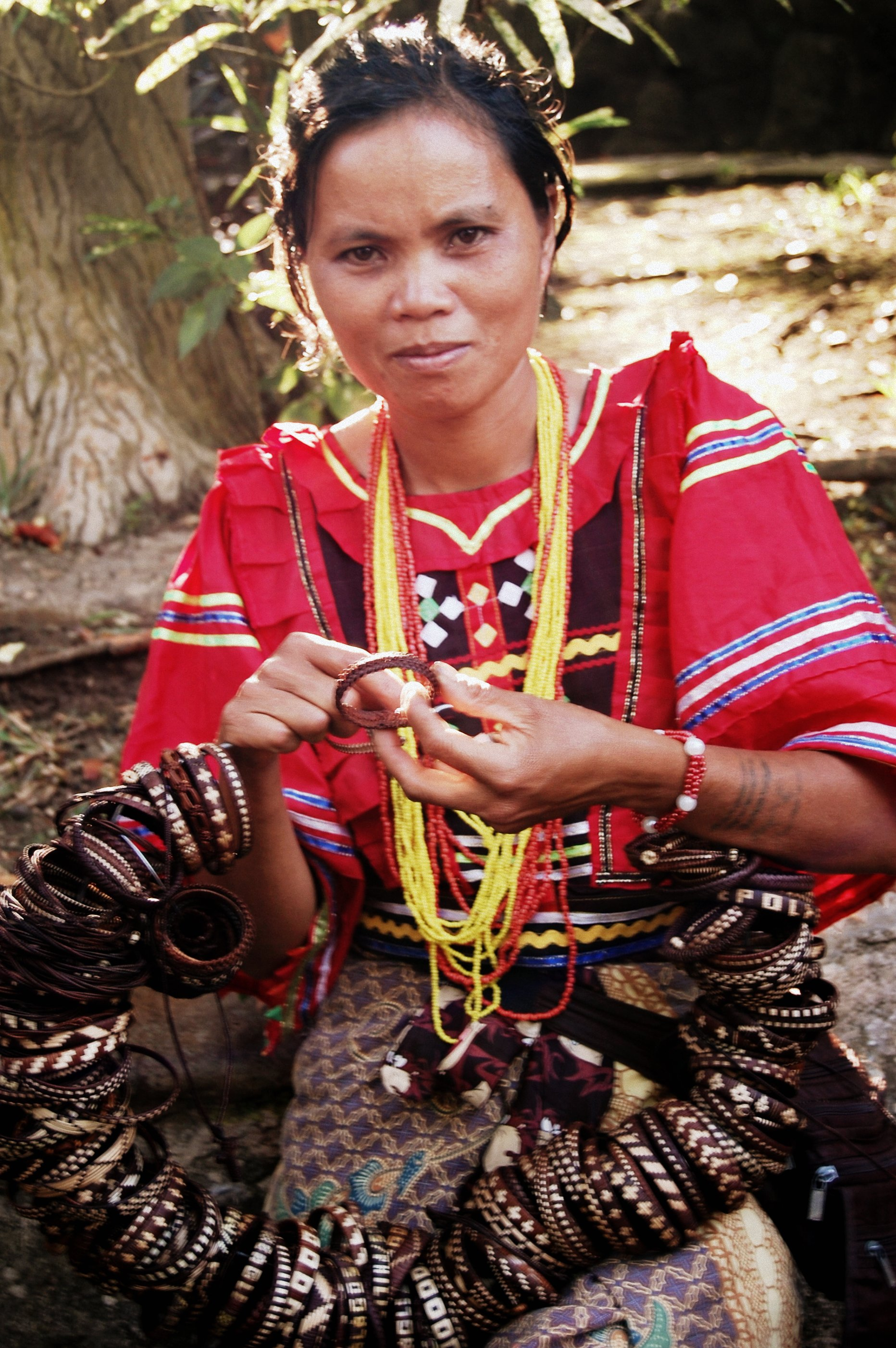
다바오주 마티그살루그 족의 바고보(마노보) 여인

마노보는 마누부(Manuvu )의 스페인식 철자이다. 카스틸리안 스페인어에서 ‹b› 와  ‹v›의 정서법 발음상의 차이는 없다. /v/ 소리는 번역되면서 상실되었다. 그 어원은 명확하진 않지만, 현재의 형태로는 사람, 또는 사람들을 의미한다.

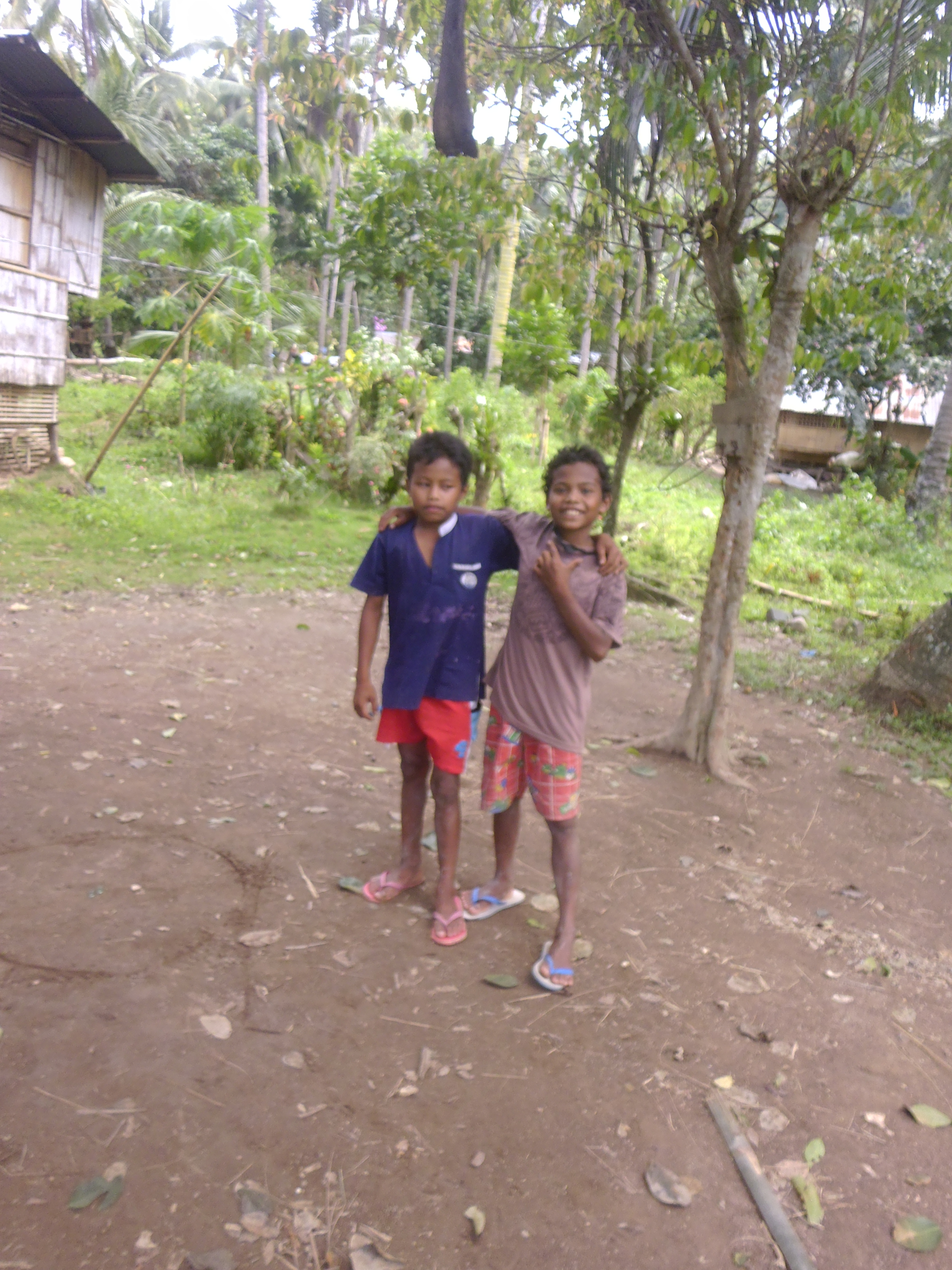
마노보 아이들

마노보족은 아마도 필리핀에서 관계를 맺고, 이 언어군에 소속된 이름들이 있는 가장 많은 민족 집단일 것이다. 마노보 집단을 구성하는 수많은 하위집단에 대한 언급이 있었다. 비록 그들이 사랑가니 섬에서 민다나오 본섬의 남아구산주, 다바오 지방, 부키드논, 남북코타바토주에서 핵심 지역을 점유하고 있기는 하지만, 전체 마노보 인구는 알려져 있지 있다. 이 집단은 그들을 토착화시킨 가장 넓은 지역을 가지고 있어서, 바고보 또는 히가오논, 그리고 아트타와 같은 분리된 민족 그룹으로서 구분되는 특징을 가지고 있다고 여겨진다. 특정 언어 관점에 따라서, 대집단을 가진 방언 화자는 변한다.

### 수바논
동미사미스에는 역사적으로 얘깃거리가 많다. 주요 도시는 원래 수바논 족이 거주하고 있었는데, 그들은 한때 바다를 떠돌던 문화적 집단이었다. 그 지방은 해안 지방을 때라 노예를 찾으며 기습을 일삼던 라나오 해적들이 약탈하기 쉬운 먹잇감이었다. 수바논 족이 더 깊이 내륙으로 후퇴함에 따라서, 해안 지역은 근처 세부와 보홀에서 온 정착민들에게 꾸준히 따라다녔던 부키드논 족 주민들의 고향이 되었다.

### 마만와

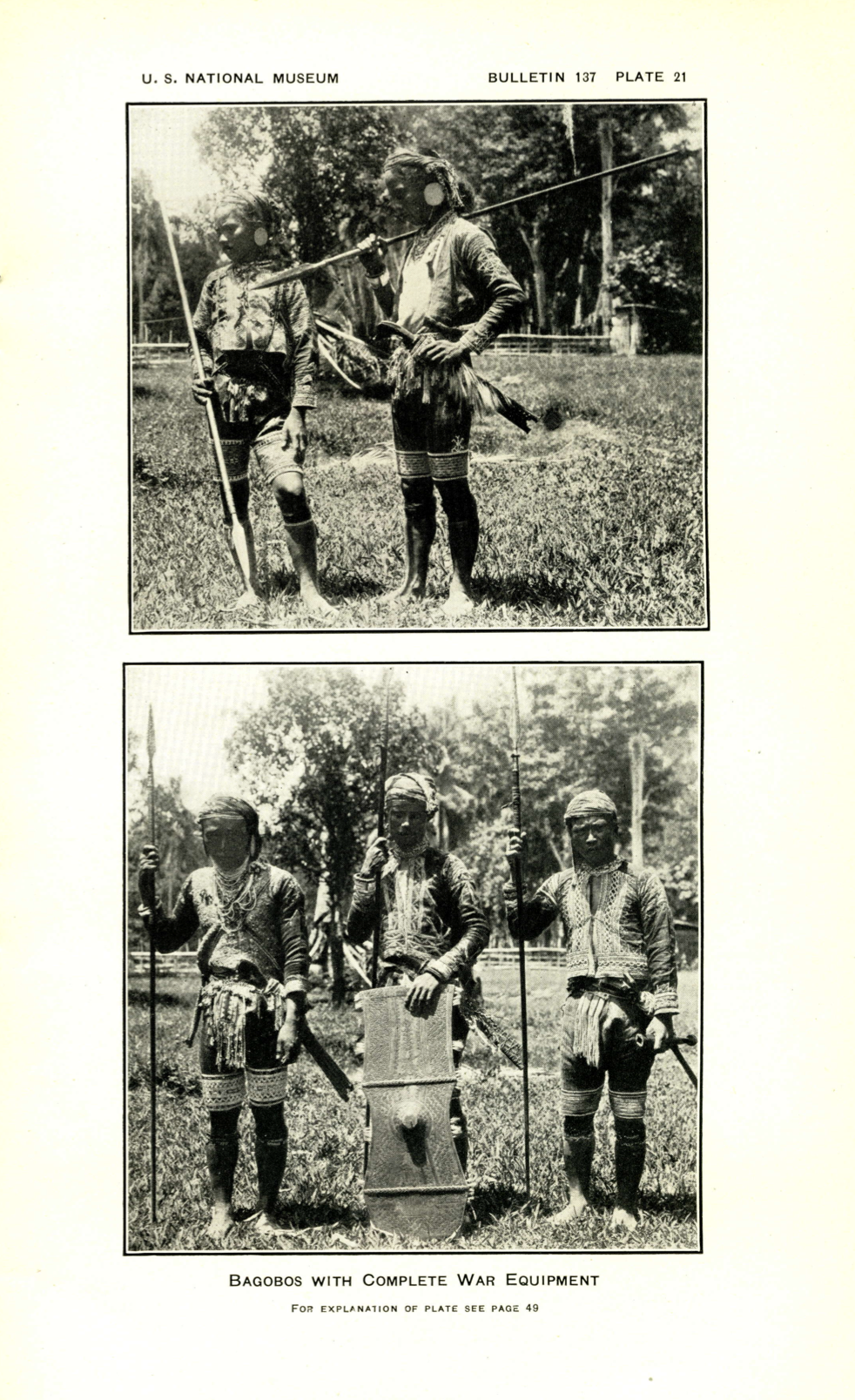
완전 무장을 한 바고보(마노보) 전사의 1926년 사진

### 타사다이
타사이다이는 민다나오의 깊은 산지에 사는 약 24개의 부족 집단이다. 서구의 과학자들에 의해 석기 시대 수준의 문명을 가지고 있으며, 필리핀 사회로부터 온전히 고립되어 있다고 최초로 발견되었을 때, 그들은 1971년 언론의 지중 조명을 받았다. 이후 1980년대 이것이 조작된 사기임에 대한 의혹이 제기되었을 때 다시 한번 조명을 받았다. 타사이다이 족 연구가 정확했는 지에 대한 것은 여전히 논란이 되고 있다.

## 같이 보기
- 필리핀의 민족
- 필리핀의 원주민
- 네그리토
- 마노보어
- 필리핀인
- 모로족
- 사마-비하우족